# San Mango sul Calore
San Mango sul Calore – miejscowość i gmina we Włoszech, w regionie Kampania, w prowincji Avellino.
Według danych na 1 stycznia 2022 roku gminę zamieszkiwało 1076 osób (559 mężczyzn i 517 kobiet).